# Ricardo Rodríguez
Ricardo Rodríguez de la Vega (n. 14 februarie 1942 - d. 1 noiembrie 1962) a fost un pilot mexican de Formula 1 care a evoluat în Campionatul Mondial între anii 1961 și 1962. Fratele său mai mare este Pedro Rodríguez de la Vega.
1. 1 2  Ricardo Rodriguez, Find a Grave, accesat în 9 octombrie 2017